# Нарцис (митологија)
Нарцис (или Наркис), у грчкој митологији, био је син речног бога Кефиса и нимфе Лириопе. Према неким изворима, он је син Селене и Ендимиона.

## Митологија
Када се родио, његови родитељи су упитали пророка Тиресију да ли ће њихов син дуго живети. Одговорио им је да хоће, уколико никада не види свој лик.
Као дечак, Нарцис је био тако леп, да је имао гомилу обожавалаца. Међутим, легенда даље каже да је био толико горд и леденог срца, да је презрео сваку љубав. Нимфа Ехо се због неузвраћене љубави повукла у самоћу где је венула од љубавне чежње, све док од ње није остао само глас. Најзад, један од одбачених обожаватеља је проклео Нарциса да заволи оно што му је недостижно. Богиња освете Немеза је услишила клетву несрећном младићу и казнила је Нарциса који је тада имао шеснаест година. Једног дана је Нарцис отишао до извора да утоли жеђ, уморан од лова. Тада је видео свој лик у одразу воде и он га је опчинио лепотом. Узалуд је покушавао да рукама загрли и пољуби ту варљиву слику, која се заједно са њим смешила и плакала. Заборавио је на храну и сан и коначно, уморан, клонуо на трави крај извора. У часу смрти једино га је видела Ехо и упутила му последњи поздрав. Када су уплакане Дријаде, нимфе и Ехо дошле да га сахране, крај извора су виделе прелепи цвет са белим круничним листићима. Приповеда се да Нарцис и у Подземљу гледа своје лице у водама Стиге.
Према другом миту, Нарцис је рођен у Теспији, граду у коме је поштован бог љубави Ерос. Нарцис је презирао Ероса, као и све оне који су га волели. Његова охолост је ишла дотле, да је Аменији, једном од својих обожавалаца уместо љубавног дара послао мач. Младић је схватио поруку и убио се тим мачем пред кућом свог љубимца. Када је Нарцис видео свој лик у води и страсно се заљубио у њега, схватио је да је то казна због Аменијеве смрти и извршио је самоубиство. Из његове крви никао је цвет нарцис. Становници Теспије од тог времена посебно поштују Ероса јер је судбина младог Нарциса потврда моћи овог бога.